# Мутага III
Мвамі Мутага III Сеніамвіза Мутамо — король Бурунді з 1739 до 1767 року. Помер у місті Бутаре (сучасна Руанда).